# 史密斯威森M686左輪手槍
史密斯威森M686（英語：Smith & Wesson Model 686）是一系列由美国槍械公司史密斯&威森所研製及生產的6、7發式不鏽鋼“K／L型底把”（中型／中大型底把，設計之初就是以不鏽鋼作為材料）雙動操作式左輪手槍，最早於1981年開始生產、在1999年首度停止生產，並且於2012年再度生產，發射.357 S&W馬格南或火力相對較弱的.38 S&W特種彈這二種子彈。它具有21⁄2、3、4、41⁄8、5、6、7和83⁄8英吋多種槍管長度和可調節式機械瞄具作為標準型號。
1981年，史密斯威森推出了S&W M686。它在本質上是與S&W M586相同的武器，但M686具有不銹鋼結構，而M586則具有烤藍鋼結構。另外，由於M586的定位是更為針對執法機關市場，因此大多數型號有著比M686較為縮短的槍管。他們可以選擇裝上和拆卸6或7發的弹巢。

## 概述
史密斯威森M686能夠裝填及發射.38 S&W特種彈，這是因為.357 S&W馬格南是從前者所研發出來的彈種。馬格南的彈殼略為延長（0.1英吋），以防止馬格南子彈被只能裝填及發射.38 S&W特種彈的手槍用以射擊。史密斯威森M586配備了21⁄2英吋（63.5毫米）、3英吋（76.2毫米）、4英吋（101.6毫米）、41⁄8英吋（104.775毫米）、5英吋（127毫米）、6英吋（152.4毫米）、7英吋（177.8毫米）和83⁄8英吋（212.725毫米）多種槍管長度為其標準型號，用戶還分別可以通過聯繫史密斯威森性能中心的特別訂單或是通過槍匠建造及收購進行其他槍管長度版本的個人化定製。性能中心亦為競賽性質的射手們生產了數量有限的.38超級彈口徑M686。
M686是由史密斯威森的K／L型（中型／中大型）左輪手槍底把所構建出來。在1980年代期間，史密斯威森研發了一條K／L型底把的.357馬格南產品線：M581、M586、M681和M686。M681具有固定缺口式照門，而686則使用瞄準風格的可調節式照門。這些手槍在執法機關和運動射擊市場以上都產生了重大影響。1980年推出M586以後，1988年將M581停產。

## 衍生型

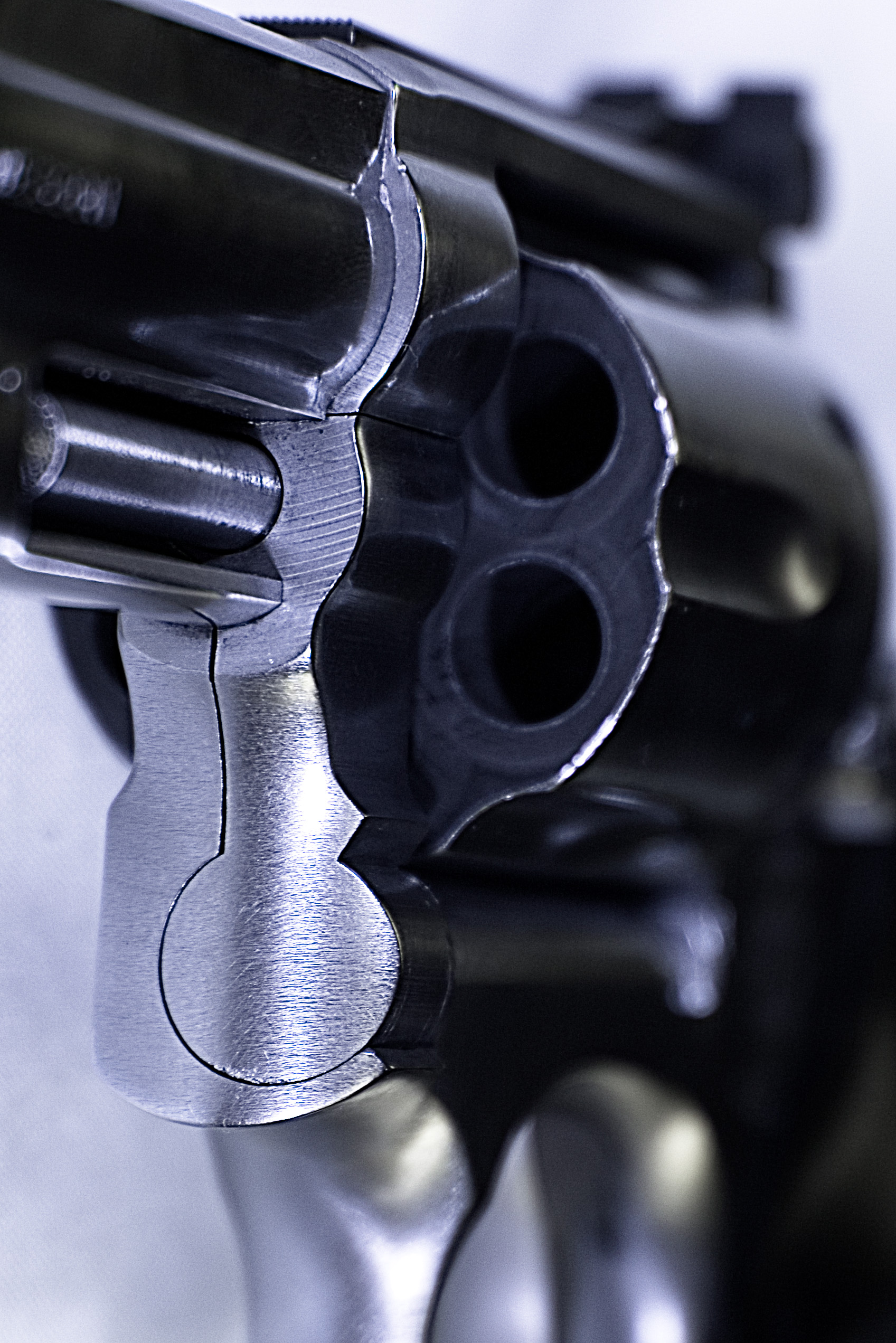
史密斯威森M686的彈巢與退殼桿的特寫鏡頭

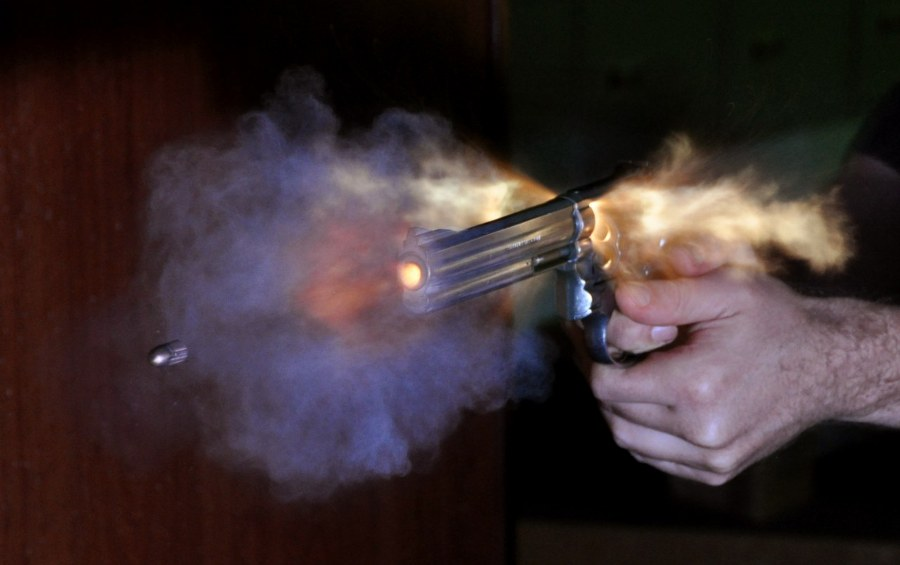
史密斯威森M686發射.38 S&W特種彈的照片，以超高速閃光燈拍攝出其間隙焰。

- 史密斯威森M686（S&W Model 686，美國製左輪手槍，.357 S&W馬格南及.38 S&W特種彈，傑出戰鬥馬格南6發型，不銹鋼製）
- 史密斯威森M686P（S&W Model 686P，美國製左輪手槍，.357 S&W馬格南及.38 S&W特種彈，傑出戰鬥馬格南7發型，不銹鋼製）
- 史密斯威森M686PP（S&W Model 686PP，美國製左輪手槍，.357 S&W馬格南及.38 S&W特種彈，傑出戰鬥馬格南馬格那孔6發型，不銹鋼製）

M686具有可調節式照門，而直到1992年，6英吋（152.4毫米）和83⁄8英吋（212.725毫米）型號都可以選擇可調節式準星。他們都裝有貢薩洛·阿爾維斯硬木製握把，直到1994年以霍格（英語：Hogue）公司生產的標準橡膠單色型握把取代以往型號使用的木製握把。
多年來，M686已經有著不少變化。1988年推出的M686經典獵人型，裝有一根6英吋（152.4毫米）槍管和無開槽式彈巢；1989年推出的M686黑色不銹鋼型，裝有黑色表面的4英吋（101.6毫米）或6英吋（152.4毫米）槍管，產量限制在5,000把；1992年推出的M686國家安全特種型裝有3英吋（76.2毫米）或4英吋（101.6毫米）槍管；同樣在1992年推出的M686目標冠軍型，裝有一根6英吋（152.4毫米）的比賽等級槍管、全尺寸型槍管底部凸桿、可調節式扳機阻和核桃木製握把；1994年推出的M686馬格那孔型，裝有一根6英吋（152.4毫米）馬格那孔槍管；1996年推出的M686 Plus型號，配有2.5英寸（63.5毫米）、3英寸（76.2毫米）、4英寸（101.6毫米）或6英寸（152.4毫米）的槍管，可調節瞄準具，7發弹巢和霍格橡膠手柄。與所有史密斯威森左輪手槍一樣的是，現在的M686 Plus在該槍的底把上具有鑰匙孔，需要專用鑰匙才能解鎖。
| 衍生型                                                       | 口徑                           | 重量                   | 容量 | 年份   | 附注 |
| ------------------------------------------------------------ | ------------------------------ | ---------------------- | ---- | ------ | --- |
| S&W M686經典獵人型 6英吋（152.4毫米）槍管                    | .357 S&W馬格南／ .38 S&W特種彈 | 45.8盎司（1,298.41克） | 6發  | 1988年 | 彈巢無開槽 |
| S&W 686-3午夜黑色型 4英吋和6英吋（101.6毫米和152.4毫米）槍管 | .357 S&W馬格南／ .38 S&W特種彈 | 42盎司（1,190.68克）   | 6發  | 1989年 | 覆蓋不銹鋼的黑色表面處理，生產量5,000把 |
| S&W 686 2.5英寸（63.5毫米）槍管型                            | .357 S&W馬格南／ .38 S&W特種彈 | 40.5盎司（1,148.16克） | 6發  | 1988年 | |
| S&W 686 4英寸（101.6毫米）槍管型                             | .357 S&W馬格南／ .38 S&W特種彈 | 42盎司（1,190.68克）   | 6發  | 1988年 | |
| S&W 686 6英寸（152.4毫米）槍管型                             | .357 S&W馬格南／ .38 S&W特種彈 | 45.8盎司（1,298.41克） | 6發  | 1988年 | |
| S&W 686 83⁄8英吋（212.725毫米）槍管型                        | .357 S&W馬格南／ .38 S&W特種彈 | 48.3盎司（1,369.28克） | 6發  | 1988年 | |
| S&W 686 CS-1                                                 |                                |                        |      |        | 為美國海關總署生產 |
| S&W 686國家安全特種型 3英寸（76.2毫米）槍管                  | .357 S&W馬格南／ .38 S&W特種彈 | 41.2盎司（1,168克）    | 6發  | 1992年 | 黑色表面處理 |
| S&W 686國家安全特種型 4英寸（101.6毫米）槍管                 | .357 S&W馬格南／ .38 S&W特種彈 | 42盎司（1,190.68克）   | 6發  | 1992年 | 黑色表面處理 |
| S&W 686目標冠軍型 6英寸（152.4毫米）比賽等級槍管             | .357 S&W馬格南／ .38 S&W特種彈 | 46.2盎司（1,309.75克） | 6發  | 1992年 | 具有全尺寸型槍管底部凸桿、可調節式扳機阻和核桃木製握把 |
| S&W 686馬格那孔型 6英寸（152.4毫米）馬格那孔槍管             | .357 S&W馬格南／ .38 S&W特種彈 | 46盎司（1,304.08克）   | 6發  | 1994年 | 槍管具有馬格那孔 |
| S&W 686P 2.5英寸（63.5毫米）槍管型                           | .357 S&W馬格南／ .38 S&W特種彈 | 41盎司（1,162.33克）   | 7發  | 1996年 | 可以專用鑰匙上鎖 |
| S&W 686P 4英寸（101.6毫米）槍管型                            | .357 S&W馬格南／ .38 S&W特種彈 | 42.3盎司（1,199.19克） | 7發  | 1996年 | 可以專用鑰匙上鎖 |
| S&W 686P 6英寸（152.4毫米）槍管型                            | .357 S&W馬格南／ .38 S&W特種彈 | 46.2盎司（1,309.75克） | 7發  | 1996年 | 可以專用鑰匙上鎖 |
| S&W 686P 5英吋（127毫米）槍管型                              | .357 S&W馬格南／ .38 S&W特種彈 | 40.5盎司（1,148.16克） | 7發  | 2004年 | 具有半尺寸型槍管底部凸桿與海威姿（HiViz）準星 |
| S&W 686「總統」型 6英寸（152.4毫米）槍管                     | .357 S&W馬格南／ .38 S&W特種彈 | 46.2盎司（1,309.75克） | 6發  | 2003年 | 具有拉絲金色表面處理與手指凹槽式硬木握把 |
| S&W 686PP 6英寸（152.4毫米）槍管                             | .357 S&W馬格南／ .38 S&W特種彈 | 46.2盎司（1,309.75克） | 6發  |        | 具有整體式補償器，可以專用鑰匙上鎖 |
| S&W M686競爭者型 性能中心生產 6英寸（152.4毫米）重量可調槍管 | .357 S&W馬格南／ .38 S&W特種彈 | 52.9盎司（1,499.69克） | 6發  | 2007年 | 具有： - 重量可調槍管 - 整體式韋弗式／皮卡汀尼導軌槍管 - 可調節／移除式配重環 - 滾珠軸承弹巢鎖 - 鍛製擊錘及扳機 - 傳統老牌式固定阻鐵 - 性能中心鋁製槍箱或槍袋 可以專用鑰匙上鎖 |

### 史密斯威森M386
史密斯威森M386是史密斯威森M686的7發弹巢和钪合金底把版本，表面採用了啞光黑色。根據來自史密斯威森的衍生型號名稱編配手法，M386這個型號是在原來的M686左輪手槍的型號名稱前面的字6改為3以表示這是原來的M686左輪手槍設計的钪合金版本，這點與史密斯威森M325、史密斯威森M327、史密斯威森M329、史密斯威森M357、史密斯威森M310相同。

#### 相關衍生型
- S&W M386PD（英語：Smith & Wesson Model 386PD）是一把7發弹巢、钪合金底把的個人防衛型左輪手槍，是PD型系列的一部份。
- S&W M386夜間護衞型（英語：Smith & Wesson Model 386 Night Guard）是一把7發彈巢、钪合金底把以及採用PVD塗層彈巢、氚光機械瞄具的左輪手槍，是夜間護衞型系列的一部份。
- S&W M386 XL獵人型（英語：Smith & Wesson Model 386 XL Hunter）是一把7發彈巢、钪合金底把以及採用PVD塗層彈巢、氚光機械瞄具的左輪手槍，是XL獵人型系列的一部份。

## 後序號碼
- M686無後序號碼，最初推出的型號。
- M686-1，1986年推出，半徑螺柱改進包，一面為浮動式。
- M686-2，1987年推出，更改擊錘鼻、襯套和相關部件。
- M686-3，1988年推出，新型工字型弔桿保持系統。
- M686-4，1993年推出，鑽頭和絲錐底把，霍格（英語：Hogue）公司生產的握把，更改照門片和抽殼鈎（英语：Extractor (firearms)）。
- M686-5，1997年推出，改變底把設計以消除弹巢阻螺柱；同時消除鋸齒狀柄腳。改為金屬粉末注射成型擊錘與浮動擊針；改為金屬粉末注射成型扳機。更改內部砌件。
- M686-6，2001年推出，內部鎖定。
- M686-7，2003年推出，性能中心生產，.38超級彈（英语：.38 Super）口徑，6發式無開槽式彈巢連月型夾（英语：Moon clip），4英寸（101.6毫米）槍管，內部鎖定，不鏽鋼製，大約製作了250把，爆裂物分銷商獨家發售，產品編號為170225，序列號為LSP0001〜0250。

## 使用國
- 芬兰
- 法國
  - 國家憲兵干預組（於兩棲作戰中使用）[3]
- 盧森堡
  - 盧森堡大公國警察（英语：Grand Ducal Police）
- 挪威
  - 挪威警察局（英语：Norwegian Police Service）外國移民部門：型號為3英寸（76.2毫米）型，裝上貢薩洛·阿爾維斯（英语：Goncalo alves）硬木製握把，在1990年代初期被個別便衣警員用作佩槍（英语：Side arm）。
- 美国
  - 地方警察機構（一些較小型的警察部門和較大型的部門之中的個別警員，特別是在海洋環境中）[4]
  - 美國邊境巡邏隊[5]
  - 前美國海關總署[6]
  - 前美国移民及归化局[7]
  - 美國海軍三棲特戰隊（在水上任務中使用）[8]

## 召回
1987年，M686推出七年以後，有報告指1987年8月以前生產的L型底把左輪手槍使用某些類型的標準.357 S&W馬格南彈藥以後會出現弹巢融合。史密斯威森隨即發出產品警告，並且授權一個免費的升級，對所有586、586-1、686、686-1、686 CS-1左輪手槍作出修改。

## 流行文化

### 電影
- 1994年—：型號為6英吋槍管型，由肥人的其中一名手下所使用。
- 1997年—《奪面雙雄》：型號為2.5英吋短槍管型（英语：Snubnosed revolver），由肖恩·阿切爾／坎斯·特洛伊（约翰·特拉沃尔塔飾演）所使用，雙持時由左手握持（右手則是黑色底把及不鏽鋼滑套型P226）。
- 2004年—：型號為M686P，由阿比蓋爾·惠斯勒（謝茜嘉·比爾飾演）所使用，命名為「Lucky7」。
- 2005年—：型號為6英吋槍管型，由安德烈·巴普蒂斯特（伊門·沃克飾演）使用後，軍火商人尤里·奧洛夫（尼古拉斯·凯奇飾演）指安德烈需購買該槍；後來安德烈迫使尤里使用該槍射殺其軍火販賣競爭對手西門·瓦爾茨。
- 2006年—：型號為6英吋槍管型，由北方之火現黨主席兼全英國秘密警察「The Finger」頭目彼得·克里迪（提姆·皮戈特-史密斯飾演）用作佩槍（英语：Side arm）。
- 2011年—：型號為4英吋槍管型，由威爾·薩拉斯（Will Salas，賈斯汀·提姆布萊克飾演）與佛提斯的手下所使用。
- 2014年—：型號為4英吋槍管型，由弗朗西斯·歐康奈爾（彼得·斯特曼飾演）所使用。
- 2014年—：型號為4英吋槍管型，由約翰在大陸飯店的舊識哈利（克拉克·彼得斯飾演）所使用。
- 2016年—：型號為4英吋槍管型，由德州西部兩兄弟的弟弟譚納·霍華（賓·科士打飾演）所使用。

### 電視劇
- 1984年—《邁阿密風雲》：第一季登場，型號為3英吋槍管型。
- 2000年—：第三季第9集登場，型號為6英吋型。
- 2002年—《極限權利》：第二、三、四季登場，型號為4英吋槍管型和6英吋補償槍管型。
- 2005年—：第一季第1集登場，型號為2.5英吋短槍管型（英语：Snubnosed revolver）。
- 2005年—：第四季第2集（播出順序為第62集）“你在那裡，神？它是我，狄恩·溫徹斯特”登場，型號為4英吋槍管型。
- 2008年—《絕命毒師》：第一季第6集“到頭來一場空”登場，型號為4英吋槍管型。
- 2008年—《闪点行动》：第二季第11集及第三季第14集登場，型號為3英吋槍管型和6英吋槍管型。
- 2010年—《避風港》：第二季第12集登場，型號為3英吋槍管型。
- 2011年—《格林》：第一季第10集登場，型號為4英吋槍管型。
- 2012年—《超越时间线》：第二季第4集“細胞記憶回顧裝”登場，經大幅修改。
- 2013年—《地球異世界》：第一季第10集登場，型號為4英吋槍管型。

### 動畫
- 2004年—《沙漠神行者》：第7集登場。
- 2008年—《蝙蝠俠：高譚騎士》：蝙蝠俠在下水道中發現的武器之一。
- 2010年—《玩伴貓耳娘》：型號為2.5英吋短槍管型（英语：Snubnosed revolver），被交給嘉和騎央（かかず きお，聲優：田村睦心）使用。

### 電子遊戲
- 2001年—：擴展版本《絕地任務》登場，型號為6英吋槍管型，命名為“S&W”。
- 2006年—：型號為M686-4 2英吋短槍管型（英语：Snubnosed revolver），命名為「短槍管左輪手槍」。
- 2017年—《狙击手：幽灵战士3》：型號為6英吋槍管型，命名為“公牛686”。

## 圖集

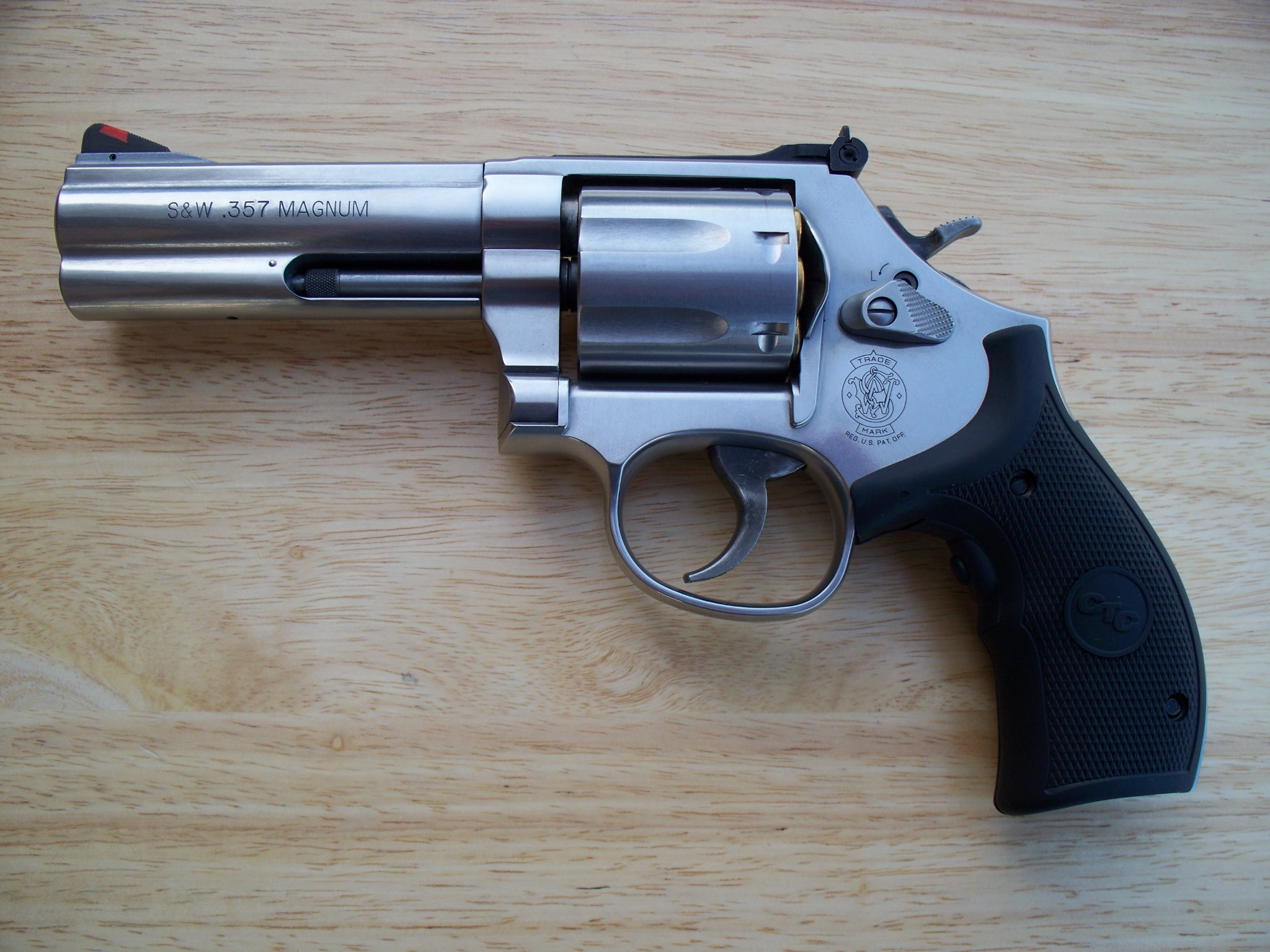
史密斯威森M686 Plus（7發型）
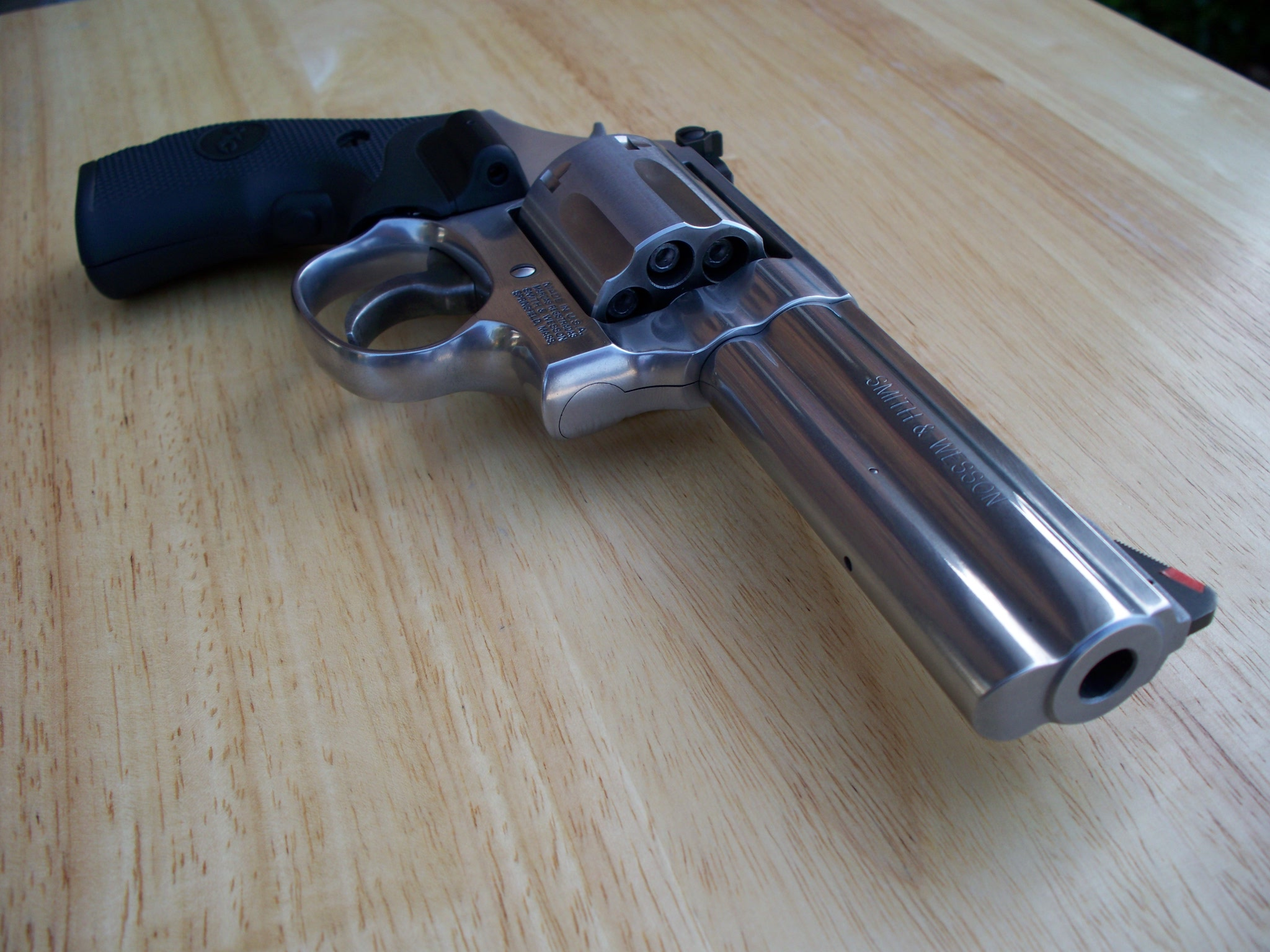
史密斯威森M686 Plus的槍管
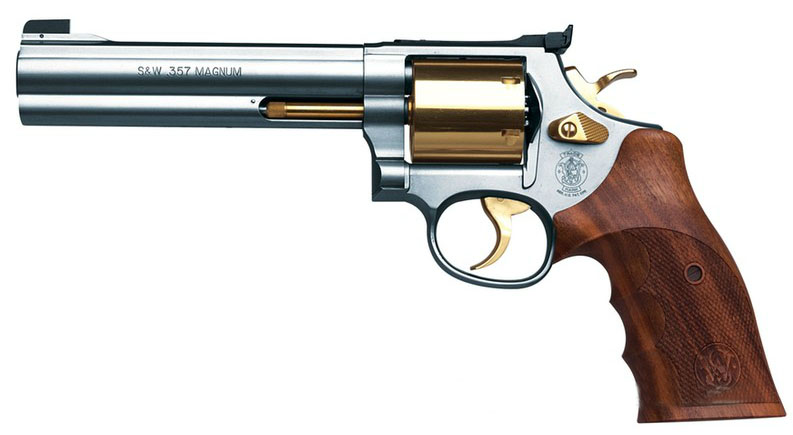
史密斯威森M686總統型
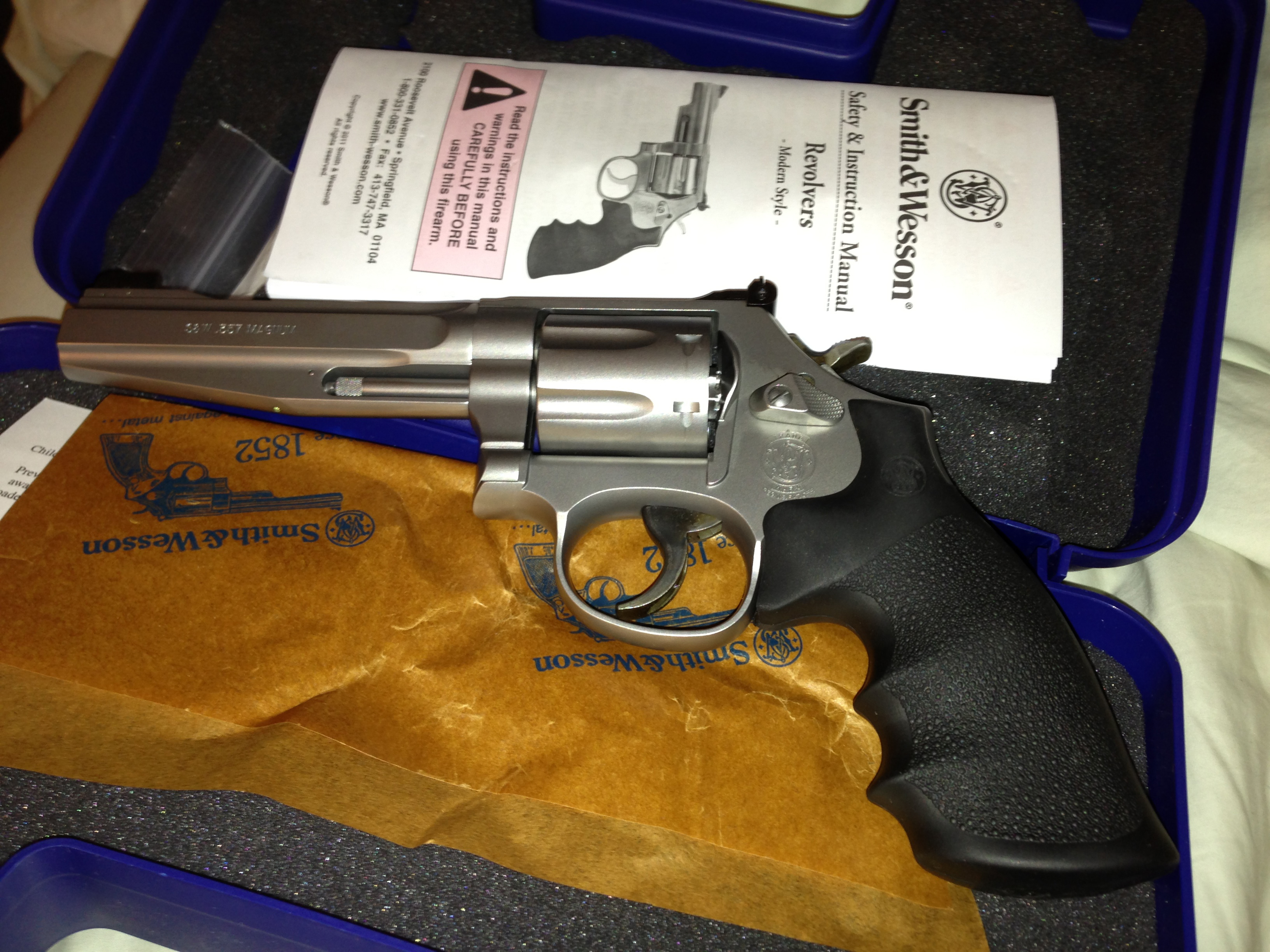
史密斯威森M686 Pro系列，5英吋槍管7發型
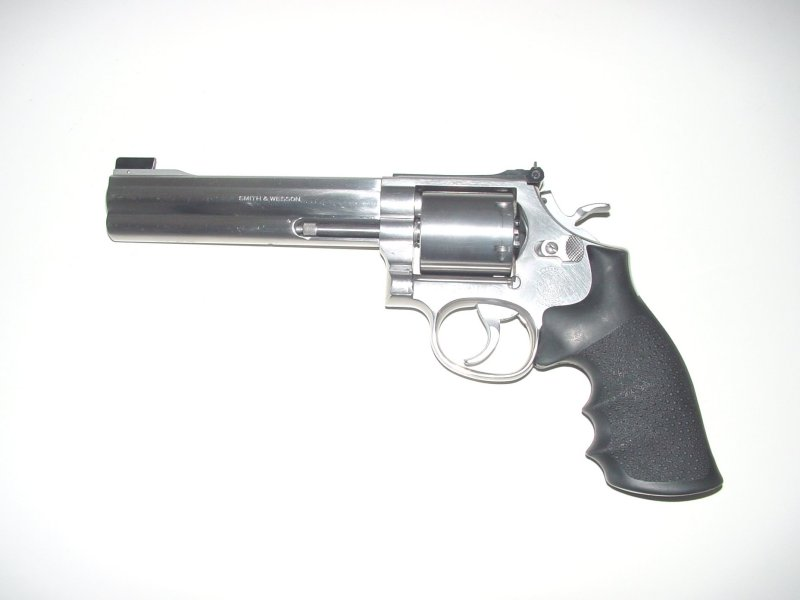
史密斯威森M686-3歐洲靶子型，6英吋槍管
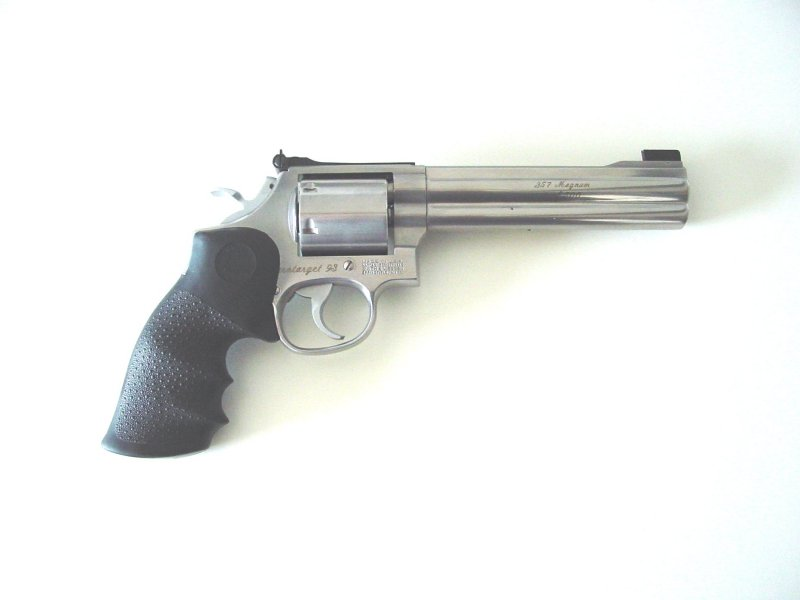
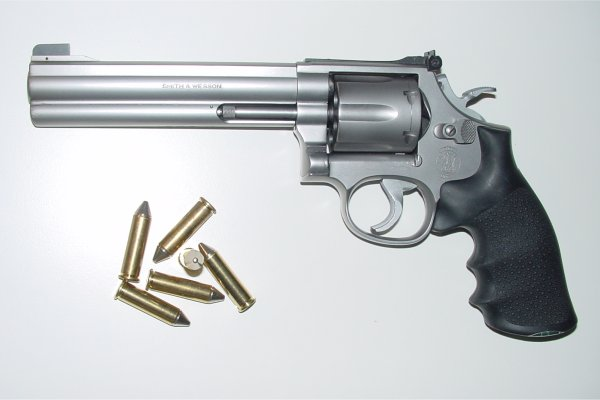
史密斯威森M686-3目標冠軍型與彈藥
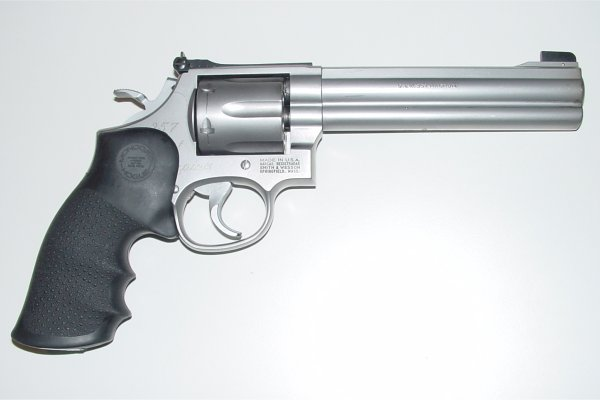
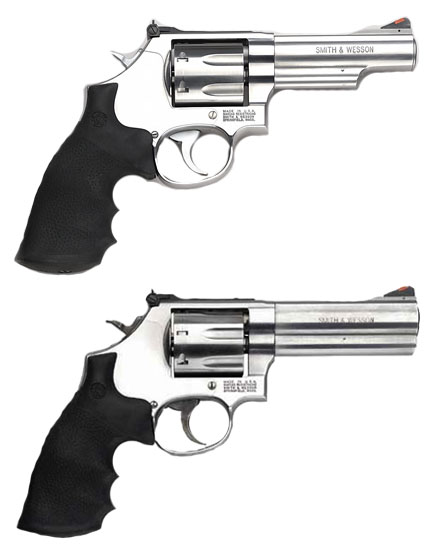
史密斯威森M629与史密斯威森M686的比较
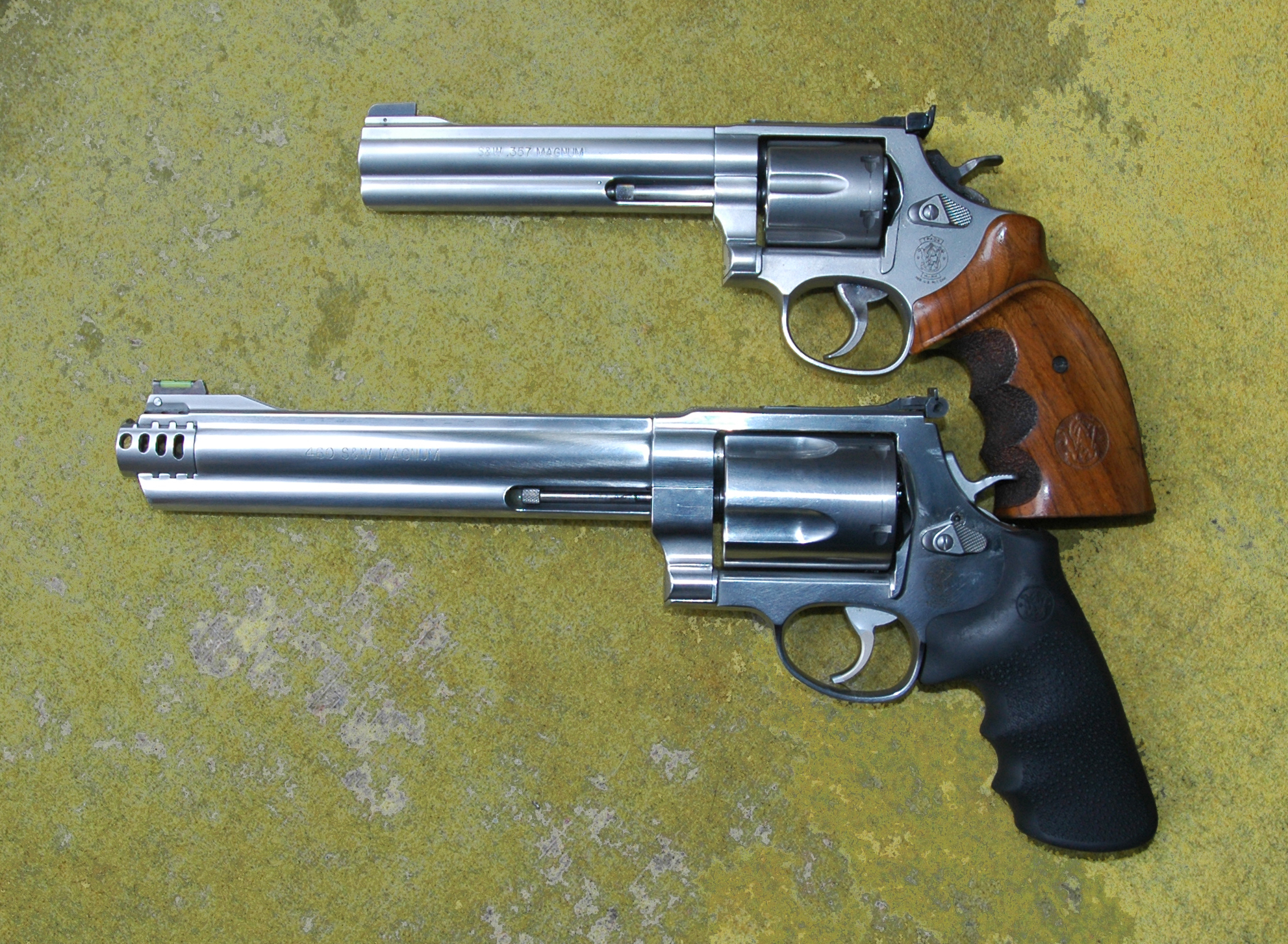
史密斯威森M686与史密斯威森M460的比较

## 資料來源
1. 1 2 3  Supica, Jim; Richard Nahas.  3. F+W Media, Inc. 2007: 331–363. ISBN 978-0-89689-293-4.
2. ↑  Boorman, Dean K. . Globe Pequot. 2002: 119. ISBN 978-1-58574-721-4.
3. ↑  Jim Supica. . Iola, wisconsin: Gun Digest Books. 2011-02-28: 343–  [2013-05-29]. ISBN 978-1-4402-2700-4. （原始内容存档于2014-07-12）.
4. ↑  Sweeney, Patrick. . Iola, Wisconsin: Gun Digest Books. 2011-02-28: 104–  [2013-05-29]. ISBN 978-1-4402-2714-1. （原始内容存档于2014-07-12）.
5. ↑  前邊境巡邏探員
6. ↑  前海關探員
7. ↑  前美国移民及归化局特別探員
8. ↑  Chalker, Denny; Dockery, Kevin. . New York: Harper Collins. 2009-10-13: 104–  [2013-05-29]. ISBN 978-0-06-175129-5. （原始内容存档于2019-06-05）.
9. ↑  Product Warning （页面存档备份，存于）, Popular Mechanics, January 1988, p. 11.

- （英文）—Manfacturer: Smith & Wesson （页面存档备份，存于）

## 外部連結
- （英文）—The Firearm Blog.com—
  - Two New Performance Center Revolvers from S&W （页面存档备份，存于）
  - POTD: Naked S&W 686 .357 Magnum （页面存档备份，存于）
  - Lightning Review: 1983 Smith & Wesson 686 “No Dash” – A Classic Range Partner （页面存档备份，存于）
  - New Performance Center 686 and 686 Plus Revolvers from Smith & Wesson （页面存档备份，存于）
- （英文）—The Truth About Guns.com－
  - New from Smith & Wesson Performance Center: M929 Jerry Miculek Signature Model, M686, M629, M460XVR, M986 Pro Series （页面存档备份，存于）
  - Smith’s Performance Center M686: Run, Don’t Walk （页面存档备份，存于）